# Galactische Senaat
De Galactische Senaat is een fictief machtsorgaan uit de Star Wars-franchise. Het is het belangrijkste orgaan van macht in de Galactische Republiek. De Senaat regeert samen met de Jedi, de bewakers van vrede en gerechtigheid in het universum.

## Episode I: The Phantom Menace
In Episode I krijgen we de Galactische Senaat voor het eerst te zien. Het is een imposant en groot gebouw, dat de democratie in het universum vertegenwoordigt. Droidcams zweven rond in de ruimte met de bedoeling om voor het Holonet nieuws te verspreiden. De Senaat heeft een ceremoniële bewaking in de vorm van de Senate Guard. Alle vertegenwoordigers van planeten en handelsorganisaties komen hier bijeen om te praten over wetsvoorstellen, afspraken of overeenkomsten. De ruimte is ingedeeld als een soort arena, waarbij pods (kleine ronde zwevers) naar voren komen als de debetreffende persoon daartoe toestemming heeft verkregen. In het midden is de spreekpod van de Kanselier van de Galactische Republiek. Naast hem staan zijn adviseurs en de Voorzitter. De Voorzitter geeft permissie om te spreken of om juist te zwijgen. In Episode I is de Kanselier Finis Valorum en de Voorzitter is Mas Amedda. Valorum krijgt in deze Episode een motie van wantrouwen ingediend door Koningin Amidala van Naboo. Naboo wordt namelijk bedreigd door de Droidlegers van de Handelsfederatie (Trade Federation). Amidala doet dit op advies van haar Senator die Naboo vertegenwoordigd in de Senaat: Palpatine. Palpatine zegt dat Valorum te zwak is om voor Naboo op te komen. De motie wordt aangenomen en aan het eind van Episode I is Palpatine de nieuwe Kanselier van de Oude Republiek.

## Episode II: Attack of the Clones
Het is tien jaar na Episode I. De Senaat die ooit een baken van democratie was, begint scheuren te vertonen, als steeds meer sterrenstelsels zich afscheiden van de Galactische Republiek, om zich vervolgens aan te sluiten bij de Separatisten. Ook is er te veel bureaucratie. Tien jaar nadat Naboo bevrijd is en Palpatine Kanselier werd, zijn de Separatisten opgekomen (onder leiding van Graaf Dooku), met daarbij veel onrust en aanslagen. Ook de voormalige Koningin van Naboo (Padmé Amidala), die nu haar planeet vertegenwoordigt als Senator krijgt een aanslag te verduren. Amidala pleit in de Senaat tegen een leger dat de Republiek moet beschermen. Maar als dat leger opeens voor de deur staat, omdat het op een mysterieuze manier is besteld, willen de meeste Senatoren dat leger hebben. Het is een Kloonleger dat op Kamino gereed staat. Senator Jar Jar Binks geeft speciale bevoegdheden aan Kanselier Palpatine om dat leger te gebruiken tegen de Separatisten. De Senaat geeft applaus aan de Kanselier en het duurt niet lang of de Droidlegers van de Separatisten gaan de oorlog aan met het Kloonleger van de Galactische Republiek: de Kloonoorlogen zijn begonnen!

## Episode III: Revenge of the Sith
Kanselier Palpatine heeft zo veel macht vergaard door speciale bevoegdheden die de Senatoren hem telkens gaven, dat hij zelfs het laatste woord heeft wat betreft het Kloonleger. Als de Jedi de Kanselier ontmanteld hebben als een Sith, komen ze in actie. Maar het is te laat: Palpatine doodt ze allemaal, met de hulp van Jedi Anakin Skywalker. De Kanselier blijkt Darth Sidious te zijn, een Sith-Meester, die de Kloonoorlogen samen met Graaf Dooku/Darth Tyranus opgezet heeft om zo veel mogelijk Jedi te doden en om de meeste macht te verwerven. Palpatine geeft de Klooncommandanten Bevel 66, die zegt dat iedere Jedi een vijand van de Republiek is, en ze gehoorzamen. De wraak van de Sith is helemaal compleet als hij de Galactische Republiek reorganiseert in het Galactische Keizerrijk en zichzelf uitroept tot Keizer. Wanneer Meester Yoda arriveert in de Senaat, gaat Palpatine het lichtzwaardduel aan. Een groots duel tussen de beste Jedi-Meester en de beste Sith-Meester vindt plaats en pods worden met de Kracht naar elkaar toegesmeten. Yoda faalt en vlucht. Hij gaat voor de rest van zijn leven in ballingschap.

## Episode IV: A New Hope
Het is 19 jaar nadat het Keizerrijk is opgestaan. De Galactische Senaat heet nu de Keizerlijke Senaat en militaire gouverneurs besturen het Keizerrijk onder Keizer Palpatine. Tijdens een vergadering van deze Keizerlijke gouverneurs onder leiding van Groot Moff Tarkin komt het nieuws naar voren dat de Keizer de Senaat heeft laten ontbinden en dat zij nu de macht van de Senaat overnemen: de democratie is hiermee volledig om zeep geholpen. Het Keizerrijk is nu helemaal een dictatuur geworden. Angst houdt het universum in zijn ijzeren greep.

## Belangrijkste personages
- Kanselier Finis Valorum.
- Senator/Kanselier/Keizer Palpatine/Darth Sidious.
- Voorzitter Mas Amedda.
- Koningin/Senator Padmé Amidala.
- Senator Bail Organa van Alderaan.
- Sly Moore (assistente van Kanselier Palpatine).
- Senaatswacht (Senate Guard), ceremoniële bewaking van de Senaat.
- Red Guard (later: Imperial Royal Guard).

## Feiten
- De Galactische Senaat speelt ook een belangrijke rol in de serie Star Wars: The Clone Wars. Hierin wordt de afnemende democratie en de bureaucratie van de Senaat wat meer uitgediepd. De Kloonoorlogen spelen zich af tussen Episode II en III.
- De overgang van een democratie naar een dictatuur is in onze eigen geschiedenis ook vaak voorgekomen. Voorbeelden: Romeinse Republiek-Romeinse Keizerrijk, Weimarrepubliek-nazi-Duitsland.